# 第29回スーパーボウル
第29回スーパーボウル（だい29かいスーパーボウル、Super Bowl XXIX）は、1995年1月29日にアメリカ合衆国フロリダ州マイアミガーデンズのジョー・ロビー・スタジアムで行われたアメリカンフットボールの試合。1994年シーズンのNFL優勝をかけて、NFC王者サンフランシスコ・フォーティーナイナーズとAFC王者サンディエゴ・チャージャーズが対戦した。その結果、ナイナーズがチャージャーズを49-26で破って、5年ぶり5度目の制覇を果たした。このナイナーズの勝利で、スーパーボウルはNFCのチームが11連勝となった。
ナイナーズは、スーパーボウルでの5度目の優勝を果たした最初のチームとなった。MVPはスーパーボウル記録となる6TDパスを決めたナイナーズのクォーターバックであるスティーブ・ヤングが受賞した。ヤングはこのシーズン、シーズンMVPにも選ばれており、1966年のバート・スター、1978年のテリー・ブラッドショー、1989年のジョー・モンタナ、1993年のエミット・スミスに次いで5人目の同一シーズン両MVP受賞者となった。

## 背景
1991年5月23日に行われたオーナー会議で、開催地にマイアミが選ばれた。マイアミでのスーパーボウル開催は7回目となった。
過去4シーズン連続でAFCからスーパーボウルに出場したバッファロー・ビルズは後半8試合のうち、6試合に敗れ、7勝9敗でシーズンを終えた。

### サンフランシスコ・フォーティナイナーズ
1988年から1993年までの6シーズンにナイナーズは、NFCチャンピオンシップゲームに5度進出し、第23回・第24回スーパーボウルを連覇していた。しかしジョージ・シーファート率いるチームは、1992年・1993年とダラス・カウボーイズに敗れてスーパーボウル出場を逃していた。チームはフリーエージェントでリチャード・デント（第20回スーパーボウルMVP）、チャールズ・マン、リッキー・ジャクソン、ケン・ノートン・ジュニア、ゲイリー・プラマー、ディオン・サンダースなどのディフェンス選手を獲得した。
ディオン・サンダースは3インターセプトリターンTDをあげて、シーズン最優秀守備選手に選ばれた。
こうした補強によりトータルディフェンスは前年の18位から8位に向上、ランディフェンスは16位から2位となった。デイナ・スタブルフィールドがチームトップの8.5サックをあげてプロボウルに選ばれた。また新人DTのブライアント・ヤングが42タックル、6サック、1ファンブルリカバーをあげた。ミドルラインバッカーのケン・ノートン・ジュニアはチームトップの77タックル、1インターセプトをあげた。プロボウルセイフティのマートン・ハンクスがチームトップの7インターセプト、ディオン・サンダースは6インターセプト、3TDをあげて最優秀守備選手に選ばれた。この年ディオンは303ヤードのインターセプトリターンを見せたが、これはNFL史上3位の記録であり、90ヤード以上のリターンTDを同じシーズンに2回あげた最初の選手となった。もう1人のプロボウルセイフティ、ティム・マクドナルドは2インターセプト、1TDをあげた。
ジョー・モンタナに代わって先発QBを務めたスティーブ・ヤングは1991年、1992年とNFLトップのパス成績をあげ、モンタナはカンザスシティ・チーフスにトレードされていた。しかしモンタナが4回のスーパーボウルを制覇していることに対して、ヤングはビッグゲームに勝てないと批判された。1994年ヤングはパス461回中324回成功、3,969ヤード、35TD、10INTの成績をあげて、これまでモンタナが持っていたシーズンNFL記録を塗り替えるQBレイティング112.8をマークした。また58回のランで293ヤードを走り7TD、シーズンMVPに選ばれた。ヤングに率いられたオフェンスはNFLトップの505得点をあげて、NFLトップの13勝3敗でシーズンを終えた。プロボウルRBのリッキー・ワタースは877ヤードを走り6TD、レシーブでも66回のキャッチで719ヤード、5TDをあげた。新人FBのウィリアム・フロイドは305ヤードを走り6TD、19回のレシーブで145ヤードを獲得した。プロボウルWRのジェリー・ライスは112回のキャッチで1,499ヤードを獲得、13TD、ランでも2TDをあげた。そしてジョン・テイラーが41回のキャッチで531ヤードを獲得、5TD、プロボウルTEのブレント・ジョーンズは49回のキャッチで670ヤードを獲得、9TD、オフェンスラインはプロボウラーのバート・オーツ、ジェシー・サポルに率いられた。
スペシャルチームではデクスター・カーターがキックオフリターンとパントリターンで合計1,426ヤードをリターン、それぞれでTDをあげた。

### サンディエゴ・チャージャーズ
チャージャーズはスーパーボウル出場はおろか、プレーオフ進出すら期待されていなかった。チームは1980年代に負け越しシーズンが続き、1990年、GMにワシントン・レッドスキンズからボビー・ベサードを迎えた。ベサードはチームの再建に着手し、大型のオフェンスラインマンによるパワーランニングゲームと優れたディフェンスの構築を目指した。1992年には元ジョージア工科大学ヘッドコーチのボビー・ロスをヘッドコーチに招聘、チームは11勝5敗でAFC西地区優勝を果たしプレーオフに出場した。しかし翌1993年は8勝8敗でプレーオフを逃した。1994年のチームは新しい選手が22人、うち先発が10人加入しており、シーズン開幕前あまり期待されなかった。ところがチームは開幕から6連勝し、11勝5敗でAFC西地区を制覇した。最終週にエースQBのスタン・ハンフリーズに代わりゲイル・ギルバートが先発、ジョン・カーニーの決勝FGでピッツバーグ・スティーラーズを37-34で破り、AFC第2シードを得てプレーオフ1回戦はシードされた。
ワシントン・レッドスキンズが第26回スーパーボウルを制覇したとき、マーク・リッピンの控えだったハンフリーズは、パス453回中264回成功、3,209ヤード、17TD、12INTの成績をあげた。WRマーク・シーイがチームトップの58回のキャッチで645ヤード、6TD、トニー・マーティンが50回のキャッチで885ヤード、7TD、ショーン・ジェファーソンが43回のキャッチで627ヤード、3TD、TEのアルフレッド・ププヌが21回のキャッチで214ヤード、2TDをあげた。
RBネイトロン・ミーンズは1,350ヤードを走り、12TD、レシーブでも39回のキャッチで235ヤードを獲得しプロボウルに選ばれた。第3ダウンRBのロニー・ハーモンは58回のキャッチで615ヤードを獲得、1TDをあげた。スペシャルチームのアンドレ・コールマンは49回のキックオフで1,293ヤードをリターンし（平均26.4ヤード）2TDをあげた。
　
ディフェンスラインは強力で、プロボウルラインマンのレスリー・オニールが12サック、4ファンブルフォース、クリス・ミムズが11サック、ショーン・リーが6,5サック、1ファンブルリカバーをマークした。LBは4年連続プロボウルに選ばれているジュニア・セアウに率いられた。セアウは123タックル、5.5サック、3ファンブルリカバーをあげた。ディフェンスバックのスタンリー・リチャードは4インターセプト、2TD、ダリエン・ゴードンが4インターセプトの他にパントリターンでも2TDをあげた。ロドニー・ハリソンがこの時新人であった。

### プレーオフ
ナイナーズは、ディビジョナルプレーオフでシカゴ・ベアーズに対してウィリアム・フロイドの3TDランなどで、37点連取をして、44-15と圧勝した。NFCチャンピオンシップゲームでは過去2年苦杯をなめた相手、ダラス・カウボーイズと対戦した。第1Qにチームは3回のターンオーバーでボールを奪取、21得点をあげた。ゲーム開始3プレー目にエリック・デービスがトロイ・エイクマンのパスをインターセプトしリターンTDをあげた。続くカウボーイズのドライブではマイケル・アービンがファンブル、ヤングからワターズへの29ヤードのTDパスで追加点をあげた。さらにキックオフリターンでケビン・ウィリアムズがファンブル、これをキッカーのダグ・ブライエンがダラスの35ヤード地点でリカバー、数プレー後にフロイドが1ヤードのTDランをあげてナイナーズが試合開始から8分足らずで21-0とリードした。その後24-14からエイクマンが3本連続でパス失敗、パントが短かったこともあり、残り1分を切ってから攻撃権を得たナイナーズは前半残り8秒に、ヤングからライスへの28ヤードのTDを決めてリードを広げた。その後エミット・スミスのTD、エイクマンからアービンへの10ヤードのTDパスなどで反撃を許したが38-28で勝利した。この試合ナイナーズが294ヤード獲得したのに対して、カウボーイズに451ヤードを許し、エイクマンは380ヤードのパス獲得、アービンが192ヤードレシーブと2つのNFCチャンピオンシップゲーム記録を作られたが第1Qに奪ったターンオーバーによるリードで逃げ切った。
AFCチャンピオンシップゲームはピッツバーグのスリー・リバース・スタジアムで行われ、チャージャーズが17－13でスティーラーズを破り、チーム創設以来初めてのカンファレンス優勝とスーパーボウル進出を決めた。

## 試合経過
| \| 開始 \| 開始 \| 開始 \| ボール保持 \| ドライブ \| ドライブ \| TOP \| 結果 \| 得点内容 \| 得点内容 \| 得点内容 \| 得点 \| 得点 \| \| Q \| 時間 \| 地点 \| ボール保持 \| P \| yd \| TOP \| 結果 \| yd \| 得点者 \| PAT \| チャージャーズ \| 49ERS \| \| ------------------------------------------------------------------------------------------------------------------------------- \| ------------------------------------------------------------------------------------------------------------------------------- \| ------------------------------------------------------------------------------------------------------------------------------- \| ------------------------------------------------------------------------------------------------------------------------------- \| ------------------------------------------------------------------------------------------------------------------------------- \| ------------------------------------------------------------------------------------------------------------------------------- \| ------------------------------------------------------------------------------------------------------------------------------- \| ------------------------------------------------------------------------------------------------------------------------------- \| ------------------------------------------------------------------------------------------------------------------------------- \| ------------------------------------------------------------------------------------------------------------------------------- \| ------------------------------------------------------------------------------------------------------------------------------- \| -------------- \| ----- \| \| 1 \| 15:00 \| 自陣41 \| 49ERS \| 3 \| 59 \| 1:24 \| タッチダウン（パス） \| 44 \| S.ヤング→ライス \| キック成功 \| 0 \| 7 \| \| 2 \| 13:36 \| 自陣15 \| チャージャーズ \| 3 \| 9 \| 1:38 \| パント \| — \| — \| — \| — \| — \| \| 1 \| 11:18 \| 自陣21 \| 49ERS \| 4 \| 79 \| 1:53 \| タッチダウン（パス） \| 51 \| S.ヤング→R. Watters \| キック成功 \| 0 \| 14 \| \| 1 \| 10:05 \| 自陣22 \| チャージャーズ \| 13 \| 78 \| 7:21 \| タッチダウン（ラン） \| 1 \| N.Means \| キック成功 \| 7 \| 14 \| \| 1-2 \| 2:44 \| 自陣30 \| 49ERS \| 10 \| 70 \| 4:42 \| タッチダウン（パス） \| 5 \| S.ヤング→W. Floyd \| キック成功 \| 7 \| 21 \| \| 2 \| 13:02 \| 自陣20 \| チャージャーズ \| 3 \| -8 \| 1:32 \| パント \| — \| — \| — \| — \| — \| \| 2 \| 11:30 \| 自陣44 \| 49ERS \| 3 \| 5 \| 1:00 \| パント \| — \| — \| — \| — \| — \| \| 2 \| 10:30 \| 自陣18 \| チャージャーズ \| 3 \| -9 \| 0:55 \| パント \| — \| — \| — \| — \| — \| \| 2 \| 9:35 \| 敵陣49 \| 49ERS \| 9 \| 49 \| 4:51 \| タッチダウン（パス） \| 7 \| S.ヤング→R. Watters \| キック成功 \| 7 \| 28 \| \| 2 \| 4:44 \| 自陣25 \| チャージャーズ \| 8 \| 62 \| 3:00 \| フィールドゴール成功 \| 31 \| J. Carney \| — \| 10 \| 28 \| \| 2 \| 1:44 \| 自陣23 \| 49ERS \| 6 \| 48 \| 1:14 \| 47ydフィールドゴール失敗 \| — \| — \| — \| — \| — \| \| 2 \| 0:30 \| 自陣37 \| チャージャーズ \| 3 \| 9 \| 0:20 \| パント \| — \| — \| — \| — \| — \| \| 2 \| 0:10 \| 自陣20 \| 49ERS \| 1 \| -1 \| 0:10 \| 前半終了 \| — \| — \| — \| — \| — \| \| 前半終了 \| \| \| \| \| \| \| \| \| \| \| \| \| \| 3 \| 15:00 \| 自陣10 \| チャージャーズ \| 3 \| 8 \| 1:40 \| パント \| — \| — \| — \| — \| — \| \| 3 \| 13:20 \| 自陣38 \| 49ERS \| 7 \| 62 \| 3:45 \| タッチダウン（ラン） \| 9 \| R. Watters \| キック成功 \| 10 \| 35 \| \| 3 \| 9:35 \| 自陣37 \| チャージャーズ \| 6 \| 30 \| 2:10 \| パント \| — \| — \| — \| — \| — \| \| 3 \| 7:25 \| 自陣33 \| 49ERS \| 10 \| 67 \| 4:07 \| タッチダウン（パス） \| 15 \| S.ヤング→ライス \| キック成功 \| 10 \| 42 \| \| 3 \| 3:18 \| \| チャージャーズ \| \| \| 0:17 \| キックオフリターンTD \| 98 \| A. Coleman \| キック成功 \| 18 \| 42 \| \| 3 \| 3:01 \| 自陣28 \| 49ERS \| 3 \| -1 \| 1:39 \| パント \| — \| — \| — \| — \| — \| \| 3 \| 1:22 \| 自陣28 \| チャージャーズ \| 4 \| 9 \| 1:14 \| 第4ダウン失敗 \| — \| — \| — \| — \| — \| \| 3-4 \| 0:08 \| 自陣32 \| 49ERS \| 6 \| 32 \| 1:19 \| タッチダウン（パス） \| 7 \| S.ヤング→ライス \| キック成功 \| 18 \| 49 \| \| 4 \| 13:49 \| 自陣38 \| チャージャーズ \| 12 \| 55 \| 4:08 \| インターセプト \| — \| — \| — \| — \| — \| \| 4 \| 9:41 \| 自陣14 \| 49ERS \| 5 \| 8 \| 3:54 \| パント \| — \| — \| — \| — \| — \| \| 4 \| 6:47 \| 自陣28 \| チャージャーズ \| 2 \| 0 \| 0:39 \| インターセプト \| — \| — \| — \| — \| — \| \| 4 \| 6:08 \| 自陣28 \| 49ERS \| 3 \| 3 \| 1:47 \| パント \| — \| — \| — \| — \| — \| \| 4 \| 4:21 \| 自陣33 \| チャージャーズ \| 8 \| 67 \| 1:56 \| タッチダウン（パス） \| 30 \| S.Humphries→T. Martin \| キック成功 \| 26 \| 49 \| \| 4 \| 2:25 \| 敵陣38 \| 49ERS \| 3 \| -16 \| 0:46 \| パント \| — \| — \| — \| — \| — \| \| 4 \| 1:39 \| 自陣8 \| チャージャーズ \| 9 \| 27 \| 1:39 \| 試合終了 \| — \| — \| — \| — \| — \| \| P=プレー数、TOP=タイム・オブ・ポゼッション、PAT=ポイント・アフター・タッチダウン。 アメリカンフットボールの用語集 (en) も参照。 \| P=プレー数、TOP=タイム・オブ・ポゼッション、PAT=ポイント・アフター・タッチダウン。 アメリカンフットボールの用語集 (en) も参照。 \| P=プレー数、TOP=タイム・オブ・ポゼッション、PAT=ポイント・アフター・タッチダウン。 アメリカンフットボールの用語集 (en) も参照。 \| P=プレー数、TOP=タイム・オブ・ポゼッション、PAT=ポイント・アフター・タッチダウン。 アメリカンフットボールの用語集 (en) も参照。 \| P=プレー数、TOP=タイム・オブ・ポゼッション、PAT=ポイント・アフター・タッチダウン。 アメリカンフットボールの用語集 (en) も参照。 \| P=プレー数、TOP=タイム・オブ・ポゼッション、PAT=ポイント・アフター・タッチダウン。 アメリカンフットボールの用語集 (en) も参照。 \| P=プレー数、TOP=タイム・オブ・ポゼッション、PAT=ポイント・アフター・タッチダウン。 アメリカンフットボールの用語集 (en) も参照。 \| P=プレー数、TOP=タイム・オブ・ポゼッション、PAT=ポイント・アフター・タッチダウン。 アメリカンフットボールの用語集 (en) も参照。 \| P=プレー数、TOP=タイム・オブ・ポゼッション、PAT=ポイント・アフター・タッチダウン。 アメリカンフットボールの用語集 (en) も参照。 \| P=プレー数、TOP=タイム・オブ・ポゼッション、PAT=ポイント・アフター・タッチダウン。 アメリカンフットボールの用語集 (en) も参照。 \| P=プレー数、TOP=タイム・オブ・ポゼッション、PAT=ポイント・アフター・タッチダウン。 アメリカンフットボールの用語集 (en) も参照。 \| 26 \| 49 \| | | | | | | | | | | |                |       |
| 開始 | 開始 | 開始 | ボール保持 | ドライブ | ドライブ | TOP | 結果 | 得点内容 | 得点内容 | 得点内容 | 得点           | 得点  |
| Q | 時間 | 地点 | ボール保持 | P | yd | TOP | 結果 | yd | 得点者 | PAT | チャージャーズ | 49ERS |
| 1 | 15:00 | 自陣41 | 49ERS | 3 | 59 | 1:24 | タッチダウン（パス） | 44 | S.ヤング→ライス | キック成功 | 0              | 7     |
| 2 | 13:36 | 自陣15 | チャージャーズ | 3 | 9 | 1:38 | パント | — | — | — | —              | —     |
| 1 | 11:18 | 自陣21 | 49ERS | 4 | 79 | 1:53 | タッチダウン（パス） | 51 | S.ヤング→R. Watters | キック成功 | 0              | 14    |
| 1 | 10:05 | 自陣22 | チャージャーズ | 13 | 78 | 7:21 | タッチダウン（ラン） | 1 | N.Means | キック成功 | 7              | 14    |
| 1-2 | 2:44 | 自陣30 | 49ERS | 10 | 70 | 4:42 | タッチダウン（パス） | 5 | S.ヤング→W. Floyd | キック成功 | 7              | 21    |
| 2 | 13:02 | 自陣20 | チャージャーズ | 3 | -8 | 1:32 | パント | — | — | — | —              | —     |
| 2 | 11:30 | 自陣44 | 49ERS | 3 | 5 | 1:00 | パント | — | — | — | —              | —     |
| 2 | 10:30 | 自陣18 | チャージャーズ | 3 | -9 | 0:55 | パント | — | — | — | —              | —     |
| 2 | 9:35 | 敵陣49 | 49ERS | 9 | 49 | 4:51 | タッチダウン（パス） | 7 | S.ヤング→R. Watters | キック成功 | 7              | 28    |
| 2 | 4:44 | 自陣25 | チャージャーズ | 8 | 62 | 3:00 | フィールドゴール成功 | 31 | J. Carney | — | 10             | 28    |
| 2 | 1:44 | 自陣23 | 49ERS | 6 | 48 | 1:14 | 47ydフィールドゴール失敗 | — | — | — | —              | —     |
| 2 | 0:30 | 自陣37 | チャージャーズ | 3 | 9 | 0:20 | パント | — | — | — | —              | —     |
| 2 | 0:10 | 自陣20 | 49ERS | 1 | -1 | 0:10 | 前半終了 | — | — | — | —              | —     |
| 前半終了 | | | | | | | | | | |                |       |
| 3 | 15:00 | 自陣10 | チャージャーズ | 3 | 8 | 1:40 | パント | — | — | — | —              | —     |
| 3 | 13:20 | 自陣38 | 49ERS | 7 | 62 | 3:45 | タッチダウン（ラン） | 9 | R. Watters | キック成功 | 10             | 35    |
| 3 | 9:35 | 自陣37 | チャージャーズ | 6 | 30 | 2:10 | パント | — | — | — | —              | —     |
| 3 | 7:25 | 自陣33 | 49ERS | 10 | 67 | 4:07 | タッチダウン（パス） | 15 | S.ヤング→ライス | キック成功 | 10             | 42    |
| 3 | 3:18 | | チャージャーズ | | | 0:17 | キックオフリターンTD | 98 | A. Coleman | キック成功 | 18             | 42    |
| 3 | 3:01 | 自陣28 | 49ERS | 3 | -1 | 1:39 | パント | — | — | — | —              | —     |
| 3 | 1:22 | 自陣28 | チャージャーズ | 4 | 9 | 1:14 | 第4ダウン失敗 | — | — | — | —              | —     |
| 3-4 | 0:08 | 自陣32 | 49ERS | 6 | 32 | 1:19 | タッチダウン（パス） | 7 | S.ヤング→ライス | キック成功 | 18             | 49    |
| 4 | 13:49 | 自陣38 | チャージャーズ | 12 | 55 | 4:08 | インターセプト | — | — | — | —              | —     |
| 4 | 9:41 | 自陣14 | 49ERS | 5 | 8 | 3:54 | パント | — | — | — | —              | —     |
| 4 | 6:47 | 自陣28 | チャージャーズ | 2 | 0 | 0:39 | インターセプト | — | — | — | —              | —     |
| 4 | 6:08 | 自陣28 | 49ERS | 3 | 3 | 1:47 | パント | — | — | — | —              | —     |
| 4 | 4:21 | 自陣33 | チャージャーズ | 8 | 67 | 1:56 | タッチダウン（パス） | 30 | S.Humphries→T. Martin | キック成功 | 26             | 49    |
| 4 | 2:25 | 敵陣38 | 49ERS | 3 | -16 | 0:46 | パント | — | — | — | —              | —     |
| 4 | 1:39 | 自陣8 | チャージャーズ | 9 | 27 | 1:39 | 試合終了 | — | — | — | —              | —     |
| P=プレー数、TOP=タイム・オブ・ポゼッション、PAT=ポイント・アフター・タッチダウン。 アメリカンフットボールの用語集 (en) も参照。 | P=プレー数、TOP=タイム・オブ・ポゼッション、PAT=ポイント・アフター・タッチダウン。 アメリカンフットボールの用語集 (en) も参照。 | P=プレー数、TOP=タイム・オブ・ポゼッション、PAT=ポイント・アフター・タッチダウン。 アメリカンフットボールの用語集 (en) も参照。 | P=プレー数、TOP=タイム・オブ・ポゼッション、PAT=ポイント・アフター・タッチダウン。 アメリカンフットボールの用語集 (en) も参照。 | P=プレー数、TOP=タイム・オブ・ポゼッション、PAT=ポイント・アフター・タッチダウン。 アメリカンフットボールの用語集 (en) も参照。 | P=プレー数、TOP=タイム・オブ・ポゼッション、PAT=ポイント・アフター・タッチダウン。 アメリカンフットボールの用語集 (en) も参照。 | P=プレー数、TOP=タイム・オブ・ポゼッション、PAT=ポイント・アフター・タッチダウン。 アメリカンフットボールの用語集 (en) も参照。 | P=プレー数、TOP=タイム・オブ・ポゼッション、PAT=ポイント・アフター・タッチダウン。 アメリカンフットボールの用語集 (en) も参照。 | P=プレー数、TOP=タイム・オブ・ポゼッション、PAT=ポイント・アフター・タッチダウン。 アメリカンフットボールの用語集 (en) も参照。 | P=プレー数、TOP=タイム・オブ・ポゼッション、PAT=ポイント・アフター・タッチダウン。 アメリカンフットボールの用語集 (en) も参照。 | P=プレー数、TOP=タイム・オブ・ポゼッション、PAT=ポイント・アフター・タッチダウン。 アメリカンフットボールの用語集 (en) も参照。 | 26             | 49    |

チャージャーズは最初のキックオフでLBのダグ・ミラーがフェイスマスクの反則を取られ、フォーティナイナーズに自陣41ヤード地点からの攻撃権を与えた。3プレー目に、スティーブ・ヤングからジェリー・ライスへの44ヤードのTDパスが決まり、試合開始から1分24秒でナイナーズが先制した（オープニングドライブでタッチダウンをあげたのは、第8回スーパーボウルのマイアミ・ドルフィンズに次いで2チーム目であった。）。またこのタッチダウンは、スーパーボウル史上試合開始から最速でのタッチダウンとなった（後に第41回スーパーボウルでデビン・ヘスターがキックオフリターンTDをあげて、この記録を更新した。）。チャージャーズの最初の攻撃はパントに終わり、ナイナーズはヤングのスクランブルによる21ヤードのラン、リッキー・ワターズへの51ヤードのTDパスなど、4プレーで79ヤードを前進し、第1Q残り10分05秒に、14-0とリードを広げた。チャージャーズは7分以上をかけて13プレーで78ヤードを前進、ネイトロン・ミーンズの1ヤードのTDランで14-7と点差を縮めた。しかし、ナイナーズは次のドライブでジェリー・ライスのリバースプレーでの19ヤードのゲイン、ジョン・テイラーへの12ヤードのパス、ヤングのスクランブルによる15ヤードの獲得など、10プレーで70ヤードを前進、フルバックのウィリアム・フロイドへの5ヤードのTDパスで21-7とリードを広げた。
第2Q終盤、チャージャーズ陣9ヤード地点からのチャージャーズのパンター、ブライアン・ワグナーのパントは、40ヤードとなり、ナイナーズは敵陣49ヤード地点からの攻撃権を得た。9プレー目にヤングからワターズへの8ヤードのTDパスが決まり、前半残り4分44秒で28-7となった。チャージャーズは自陣25ヤード地点から、スタン・ハンフリーズからエリック・ビエネミーへのスクリーンパスでの33ヤード獲得などで62ヤードを前進し、敵陣13ヤード地点まで攻め込んだ。そこからパスが3回連続で不成功となったが、1回はマーク・セーイのエンドゾーン内での落球によるものであった。ジョン・カーニーが31ヤードのFGを成功させて、28-10となった。その後、ナイナーズは、ヤングからタイトエンドのブレント・ジョーンズへの33ヤードのパスなどで敵陣29ヤード地点まで前進したが、ダグ・ブライエンの47ヤードのFGは失敗に終わった。チャージャーズは自陣46ヤード地点まで前進したが、前半残り10秒の第3ダウンにハンフリーズがエンドゾーンに投げたパスをエリック・デービスがインターセプトし、28-10で前半を終了した。
後半最初のチャージャーズの攻撃は、ファーストダウンを1回も更新できずパントに終わり、デクスター・カーターが11ヤードをリターンし、ナイナーズは自陣38ヤード地点から攻撃権を獲得した。ナイナーズは、ワターズの9ヤードのTDランで35-10とリードを広げ、その後のドライブで、ヤングの3本連続のパス成功で53ヤードを獲得するなど、7プレーで62ヤードを前進、第3ダウン14ヤードで、ダリエン・ゴードンのパスインターフェアランスによる22ヤードのペナルティにも助けられ、最後はライスへの15ヤードのTDパスが決まり42-10と追加点をあげた。第3Qのチャージャーズの唯一のハイライトは、アンドレ・コールマンの98ヤードキックオフリターンTDとマーク・セーイへの2ポイントコンバージョンの成功（スーパーボウル史上初）のみであった。コールマンのキックオフリターンTDは、スーパーボウル史上3人目の記録であった。
続くナイナーズの攻撃はパントに終わったが、チャージャーズは、自陣37ヤードでの第4ダウン1ヤードで、ミーンズにボールを持たせたが、4ヤードのロスに終わり、ギャンブルは失敗した。6プレー後、第4Q残り時間13分49秒にヤングはこの日6本目のTDパスをライスに通した。チャージャーズは13プレーで59ヤードを前進し、敵陣7ヤード地点までボールを進めたが控えQBゲイル・ギルバートがエンドゾーンを狙って投げたパスは、ディオン・サンダースにインターセプトされた。チャージャーズはハンフリーズからトニー・マーティンへの30ヤードのTDパスと2ポイントコンバージョンを成功させ、49-26としたが、その後オンサイドキックは、ナイナーズがリカバーし、時間を費やしたドライブを行った。チャージャーズは最後の攻撃で自陣7ヤード地点から敵陣35ヤードまで前進したが、そこで試合は終了した。
ナイナーズのオフェンスは28回のファーストダウンを更新、455ヤードを獲得した。ヤングは、パス36回中24回成功、325ヤード、6TDパスをあげて、第24回スーパーボウルでジョー・モンタナが作ったスーパーボウル記録の5TDパスのスーパーボウル記録を更新した。またランでも49ヤードを稼いだ。ライスは10回のレシーブで149ヤードを獲得、自身の記録に並ぶ3TDレシーブをあげた。ワターズはランで47ヤード、1TD、レシーブでも3回のキャッチで61ヤード、2TDをあげた。
レギュラーシーズンに1,350ヤードを走ったミーンズは、13回のランでわずか33ヤードに抑えられた。またハンフリーズはパス49回中24回成功、275ヤード、1TD、2インターセプトであった。セーイが7回のレシーブで75ヤードを獲得、ロニー・ハーモンが8回のレシーブで68ヤードを獲得した。ディフェンシブエンドのレイリー・ジョンソンは2サックをあげた。コールマンは、8回のキックオフリターンで244ヤード、1TDをあげ、キックオフリターン回数、リターンヤードでのスーパーボウル記録を作った。
2人の選手が3TDをあげたのは、スーパーボウル史上初めてであり、ワターズはロジャー・クレイグに次いで2TDパスをキャッチした2人目のRBとなった。
第27回スーパーボウル、第28回スーパーボウルにダラス・カウボーイズの一員として優勝していたケン・ノートン・ジュニアは3年連続でスーパーボウル優勝を果たした初の選手となった。アトランタ・ブレーブスの一員として1992年のワールドシリーズに優勝していたディオン・サンダースは。スーパーボウルとワールドシリーズの両方で優勝した初めての選手となった。
チャージャーズの控えQBのゲイル・ギルバートは前年まで第3QBとしてビルズに所属し、ビルズのスーパーボウル4連敗を経験しているため、この試合でスーパーボウル5連敗を喫した。
両チームが合計であげた75点は、第27回スーパーボウルの69点を上回るスーパーボウル記録となった。
ナイナーズの完璧なパフォーマンスにはオフェンスコーディネーターのマイク・シャナハン、ディフェンスコーディネーターのレイ・ローズの存在も欠かせなかった。彼らは1995年、デンバー・ブロンコス、フィラデルフィア・イーグルスのヘッドコーチに就任した。

### スターティングラインアップ
| サンディエゴ・チャージャーズ           | ポジション | サンフランシスコ・49ers                       |
| -------------------------------------- | ---------- | --------------------------------------------- |
| オフェンス                             |            |                                               |
| マーク・セーイ Mark Seay               | WR         | ジョン・テイラー John Taylor                  |
| スタン・ブロック Stan Brock            | LT         | スティーブ・ウォレス Steve Wallace            |
| アイザック・デービス Isaac Davis       | LG         | ジェシー・サポル Jesse Sapolu                 |
| コートニー・ホール Courtney Hall       | C          | バート・オーツ Bart Oates                     |
| ジョー・ココゾ Joe Cocozzo             | RG         | デリック・ディース Derrick Deese              |
| ハリー・スウェイン Harry Swayne        | RT         | ハリス・バートン Harris Barton                |
| アルフレッド・ププヌ Alfred Pupunu     | TE         | ブレント・ジョーンズ Brent Jones              |
| トニー・マーティン Tony Martin         | WR         | ジェリー・ライス Jerry Rice                   |
| スタン・ハンフリーズ Stan Humphries    | QB         | スティーブ・ヤング Steve Young                |
| ネイトロン・ミーンズ Natrone Means     | FB         | リッキー・ワターズ Ricky Watters              |
| ドウェイン・ヤング Duane Young         | TE-FB      | ウィリアム・フロイド William Floyd            |
| ディフェンス                           |            |                                               |
| クリス・ミムズ Chris Mims              | LE         | デニス・ブラウン Dennis Brown                 |
| ルーベン・デービス Reuben Davis        | NT-LDT     | ブライアント・ヤング Bryant Young             |
| ショーン・リー Shawn Lee               | RDT        | デイナ・スタブルフィールド                    |
| レスリー・オニール Leslie O'Neal       | RE-ELE     | リッキー・ジャクソン Rickey Jackson           |
| デビッド・グリッグス David Griggs      | LOLB       | リー・ウッドール Lee Woodall                  |
| デニス・ギブソン Dennis Gibson         | MLB        | ゲイリー・プラマー Gary Plummer               |
| ジュニア・セアウ Junior Seau           | ROLB       | ケン・ノートン・ジュニア Ken Norton, Jr.      |
| ダリエン・ゴードン Darrien Gordon      | LCB        | エリック・デービス Eric Davis                 |
| ドウェイン・ハーパー Dwayne Harper     | RCB        | ディオン・サンダース Deion Sanders            |
| ダレン・キャリントン Darren Carrington | SS         | ティム・マクドナルド Tim McDonald             |
| スタンリー・リチャード Stanley Richard | FS         | マートン・ハンクス Merton Hanks               |
| スペシャルチーム                       |            |                                               |
| ジョン・カーニー John Carney           | K          | ダグ・ブライエン Doug Brien                   |
| ブライアン・ワグナー Bryan Wagner      | P          | クラウス・ウィルムスメイヤー Klaus Wilmsmeyer |
| ヘッドコーチ                           |            |                                               |
| ボビー・ロス Bobby Ross                |            | ジョージ・シーファート George Seifert         |

## トーナメント表
|  | |                                           |                                           |                        |                        |                                         |                                         |                                         |                                      |                                      |                                      |                                      |                                      |                                      |  |  |  |  |
|  | 1994年12月31日 ジョー・ロビー・スタジアム | 1994年12月31日 ジョー・ロビー・スタジアム | 1994年12月31日 ジョー・ロビー・スタジアム |                        |                        | 1月8日 ジャック・マーフィー・スタジアム | 1月8日 ジャック・マーフィー・スタジアム | 1月8日 ジャック・マーフィー・スタジアム |                                      |                                      |                                      |                                      |                                      |                                      |  |  |  |  |
|  | 1994年12月31日 ジョー・ロビー・スタジアム | 1994年12月31日 ジョー・ロビー・スタジアム | 1994年12月31日 ジョー・ロビー・スタジアム |                        |                        | 1月8日 ジャック・マーフィー・スタジアム | 1月8日 ジャック・マーフィー・スタジアム | 1月8日 ジャック・マーフィー・スタジアム |                                      |                                      |                                      |                                      |                                      |                                      |  |  |  |  |
|  | 1994年12月31日 ジョー・ロビー・スタジアム | 1994年12月31日 ジョー・ロビー・スタジアム | 1994年12月31日 ジョー・ロビー・スタジアム |                        |                        | 1月8日 ジャック・マーフィー・スタジアム | 1月8日 ジャック・マーフィー・スタジアム | 1月8日 ジャック・マーフィー・スタジアム |                                      |                                      |                                      |                                      |                                      |                                      |  |  |  |  |
|  | 1994年12月31日 ジョー・ロビー・スタジアム | 1994年12月31日 ジョー・ロビー・スタジアム | 1994年12月31日 ジョー・ロビー・スタジアム |                        |                        | 1月8日 ジャック・マーフィー・スタジアム | 1月8日 ジャック・マーフィー・スタジアム | 1月8日 ジャック・マーフィー・スタジアム |                                      |                                      |                                      |                                      |                                      |                                      |  |  |  |  |
|  | 6 | チーフス                                  | 17                                        |                        |                        | 1月8日 ジャック・マーフィー・スタジアム | 1月8日 ジャック・マーフィー・スタジアム | 1月8日 ジャック・マーフィー・スタジアム |                                      |                                      |                                      |                                      |                                      |                                      |  |  |  |  |
|  | 6 | チーフス                                  | 17                                        | 3                      | ドルフィンズ           | 21                                      |                                         |                                         |                                      |                                      |                                      |                                      |                                      |                                      |  |  |  |  |
|  | 3 | ドルフィンズ                              | 27                                        | 3                      | ドルフィンズ           | 21                                      |                                         |                                         | 1月15日 スリー・リバース・スタジアム | 1月15日 スリー・リバース・スタジアム | 1月15日 スリー・リバース・スタジアム |                                      |                                      |                                      |  |  |  |  |
|  | 3 | ドルフィンズ                              | 27                                        | 2                      | チャージャーズ         | 22                                      |                                         |                                         | 1月15日 スリー・リバース・スタジアム | 1月15日 スリー・リバース・スタジアム | 1月15日 スリー・リバース・スタジアム |                                      |                                      |                                      |  |  |  |  |
|  | |                                           |                                           | 2                      | チャージャーズ         | 22                                      |                                         |                                         | 1月15日 スリー・リバース・スタジアム | 1月15日 スリー・リバース・スタジアム | 1月15日 スリー・リバース・スタジアム |                                      |                                      |                                      |  |  |  |  |
|  | AFC |                                           |                                           |                        |                        |                                         |                                         |                                         | 1月15日 スリー・リバース・スタジアム | 1月15日 スリー・リバース・スタジアム | 1月15日 スリー・リバース・スタジアム |                                      |                                      |                                      |  |  |  |  |
|  | 1995年1月1日 クリーブランド・スタジアム | 1995年1月1日 クリーブランド・スタジアム   | 1995年1月1日 クリーブランド・スタジアム   | 2                      | チャージャーズ         | 17                                      |                                         |                                         |                                      |                                      |                                      |                                      |                                      |                                      |  |  |  |  |
|  | 1995年1月1日 クリーブランド・スタジアム | 1995年1月1日 クリーブランド・スタジアム   | 1995年1月1日 クリーブランド・スタジアム   | 2                      | チャージャーズ         | 17                                      | 1月7日 スリー・リバース・スタジアム     |                                         |                                      |                                      |                                      |                                      |                                      |                                      |  |  |  |  |
|  | 1995年1月1日 クリーブランド・スタジアム | 1995年1月1日 クリーブランド・スタジアム   | 1995年1月1日 クリーブランド・スタジアム   |                        | 1                      | スティーラーズ                          | 13                                      |                                         |                                      |                                      |                                      |                                      |                                      |                                      |  |  |  |  |
|  | 1995年1月1日 クリーブランド・スタジアム | 1995年1月1日 クリーブランド・スタジアム   | 1995年1月1日 クリーブランド・スタジアム   |                        | 1                      | スティーラーズ                          | 13                                      |                                         |                                      |                                      |                                      |                                      |                                      |                                      |  |  |  |  |
|  | 5 | ペイトリオッツ                            | 13                                        | AFC チャンピオンシップ | AFC チャンピオンシップ | AFC チャンピオンシップ                  |                                         |                                         |                                      |                                      |                                      |                                      |                                      |                                      |  |  |  |  |
|  | 5 | ペイトリオッツ                            | 13                                        | AFC チャンピオンシップ | AFC チャンピオンシップ | AFC チャンピオンシップ                  | 4                                       | ブラウンズ                              | 9                                    |                                      |                                      |                                      |                                      |                                      |  |  |  |  |
|  | 4 | ブラウンズ                                | 20                                        | AFC チャンピオンシップ | AFC チャンピオンシップ | AFC チャンピオンシップ                  | 4                                       | ブラウンズ                              | 9                                    |                                      |                                      | 1月29日 ジョー・ロビー・スタジアム   | 1月29日 ジョー・ロビー・スタジアム   | 1月29日 ジョー・ロビー・スタジアム   |  |  |  |  |
|  | 4 | ブラウンズ                                | 20                                        | AFC チャンピオンシップ | AFC チャンピオンシップ | AFC チャンピオンシップ                  | 1                                       | スティーラーズ                          | 29                                   |                                      |                                      | 1月29日 ジョー・ロビー・スタジアム   | 1月29日 ジョー・ロビー・スタジアム   | 1月29日 ジョー・ロビー・スタジアム   |  |  |  |  |
|  | ワイルドカード・プレーオフ |                                           |                                           |                        |                        |                                         | 1                                       | スティーラーズ                          | 29                                   |                                      |                                      | 1月29日 ジョー・ロビー・スタジアム   | 1月29日 ジョー・ロビー・スタジアム   | 1月29日 ジョー・ロビー・スタジアム   |  |  |  |  |
|  | ディビジョナル・プレーオフ |                                           |                                           |                        |                        |                                         |                                         |                                         |                                      |                                      |                                      | 1月29日 ジョー・ロビー・スタジアム   | 1月29日 ジョー・ロビー・スタジアム   | 1月29日 ジョー・ロビー・スタジアム   |  |  |  |  |
|  | 1994年12月31日 ランボー・フィールド | 1994年12月31日 ランボー・フィールド       | 1994年12月31日 ランボー・フィールド       | A2                     | チャージャーズ         | 26                                      |                                         |                                         |                                      |                                      |                                      |                                      |                                      |                                      |  |  |  |  |
|  | 1994年12月31日 ランボー・フィールド | 1994年12月31日 ランボー・フィールド       | 1994年12月31日 ランボー・フィールド       | A2                     | チャージャーズ         | 26                                      | 1月8日 テキサス・スタジアム             |                                         |                                      |                                      |                                      |                                      |                                      |                                      |  |  |  |  |
|  | 1994年12月31日 ランボー・フィールド | 1994年12月31日 ランボー・フィールド       | 1994年12月31日 ランボー・フィールド       |                        | N1                     | 49ers                                   | 49                                      |                                         |                                      |                                      |                                      |                                      |                                      |                                      |  |  |  |  |
|  | 1994年12月31日 ランボー・フィールド | 1994年12月31日 ランボー・フィールド       | 1994年12月31日 ランボー・フィールド       |                        | N1                     | 49ers                                   | 49                                      |                                         |                                      |                                      |                                      |                                      |                                      |                                      |  |  |  |  |
|  | 5 | ライオンズ                                | 12                                        | 第29回スーパーボウル   | 第29回スーパーボウル   | 第29回スーパーボウル                    |                                         |                                         |                                      |                                      |                                      |                                      |                                      |                                      |  |  |  |  |
|  | 5 | ライオンズ                                | 12                                        | 第29回スーパーボウル   | 第29回スーパーボウル   | 第29回スーパーボウル                    | 4                                       | パッカーズ                              | 9                                    |                                      |                                      |                                      |                                      |                                      |  |  |  |  |
|  | 4 | パッカーズ                                | 16                                        | 第29回スーパーボウル   | 第29回スーパーボウル   | 第29回スーパーボウル                    | 4                                       | パッカーズ                              | 9                                    |                                      |                                      | 1月15日 キャンドルスティック・パーク | 1月15日 キャンドルスティック・パーク | 1月15日 キャンドルスティック・パーク |  |  |  |  |
|  | 4 | パッカーズ                                | 16                                        | 第29回スーパーボウル   | 第29回スーパーボウル   | 第29回スーパーボウル                    | 2                                       | カウボーイズ                            | 35                                   |                                      |                                      | 1月15日 キャンドルスティック・パーク | 1月15日 キャンドルスティック・パーク | 1月15日 キャンドルスティック・パーク |  |  |  |  |
|  | |                                           |                                           |                        |                        |                                         | 2                                       | カウボーイズ                            | 35                                   |                                      |                                      | 1月15日 キャンドルスティック・パーク | 1月15日 キャンドルスティック・パーク | 1月15日 キャンドルスティック・パーク |  |  |  |  |
|  | NFC |                                           |                                           |                        |                        |                                         |                                         |                                         |                                      |                                      |                                      | 1月15日 キャンドルスティック・パーク | 1月15日 キャンドルスティック・パーク | 1月15日 キャンドルスティック・パーク |  |  |  |  |
|  | 1995年1月1日 HHHメトロドーム | 1995年1月1日 HHHメトロドーム              | 1995年1月1日 HHHメトロドーム              | 2                      | カウボーイズ           | 28                                      |                                         |                                         |                                      |                                      |                                      |                                      |                                      |                                      |  |  |  |  |
|  | 1995年1月1日 HHHメトロドーム | 1995年1月1日 HHHメトロドーム              | 1995年1月1日 HHHメトロドーム              | 2                      | カウボーイズ           | 28                                      | 1月7日 キャンドルスティック・パーク     |                                         |                                      |                                      |                                      |                                      |                                      |                                      |  |  |  |  |
|  | 1995年1月1日 HHHメトロドーム | 1995年1月1日 HHHメトロドーム              | 1995年1月1日 HHHメトロドーム              |                        | 1                      | 49ers                                   | 38                                      |                                         |                                      |                                      |                                      |                                      |                                      |                                      |  |  |  |  |
|  | 1995年1月1日 HHHメトロドーム | 1995年1月1日 HHHメトロドーム              | 1995年1月1日 HHHメトロドーム              |                        | 1                      | 49ers                                   | 38                                      |                                         |                                      |                                      |                                      |                                      |                                      |                                      |  |  |  |  |
|  | 6 | ベアーズ                                  | 35                                        | NFC チャンピオンシップ | NFC チャンピオンシップ | NFC チャンピオンシップ                  |                                         |                                         |                                      |                                      |                                      |                                      |                                      |                                      |  |  |  |  |
|  | 6 | ベアーズ                                  | 35                                        | NFC チャンピオンシップ | NFC チャンピオンシップ | NFC チャンピオンシップ                  | 6                                       | ベアーズ                                | 15                                   |                                      |                                      |                                      |                                      |                                      |  |  |  |  |
|  | 3 | バイキングス                              | 18                                        | NFC チャンピオンシップ | NFC チャンピオンシップ | NFC チャンピオンシップ                  | 6                                       | ベアーズ                                | 15                                   |                                      |                                      |                                      |                                      |                                      |  |  |  |  |
|  | 3 | バイキングス                              | 18                                        | NFC チャンピオンシップ | NFC チャンピオンシップ | NFC チャンピオンシップ                  | 1                                       | 49ers                                   | 44                                   |                                      |                                      |                                      |                                      |                                      |  |  |  |  |
|  | |                                           |                                           |                        |                        |                                         | 1                                       | 49ers                                   | 44                                   |                                      |                                      |                                      |                                      |                                      |  |  |  |  |
|  | - 対戦カード及びスタジアムはシード順で決定される。 そのラウンドに登場する最上位チームが最下位チームとホームで対戦、残った2チームが上位チームのホームで対戦する。 - スーパーボウル開催地は事前にオーナー会議で決定。 - チーム名の左の数字は、1994年レギュラーシーズンの結果に基づいて決定されたシード順。 - * は延長戦決着 - 日付はアメリカ東部時間 |                                           |                                           |                        |                        |                                         |                                         |                                         |                                      |                                      |                                      |                                      |                                      |                                      |  |  |  |  |

## 亡くなったチャージャーズ選手
この試合に出場したチャージャーズのメンバーのうち、18年後の2012年5月まで次の8人が亡くなっている。
- デビッド・グリッグズ(LB) （自動車事故、死亡時年齢28歳）
- ロドニー・カルバー（RB）（バリュージェット航空592便墜落事故、同26歳）
- ダグ・ミラー （落雷、同28歳）[6]
- カーティス・ホイットリー(C) （薬物の過剰摂取、同39歳）
- クリス・ミムズ(DE) （拡張型心筋症、同38歳）
- ショーン・リー(DT) （心不全、同44歳）
- ルイス・ブッシュ(LB)[7] （心臓発作、同42歳）
- ジュニア・セアウ(LB)[8]（自殺、同43歳）。

## 放送とエンターテインメント
ABCが全米中継を行い、実況をアル・マイケルズ、解説をフランク・ギフォード、ダン・ディーアドルフ、サイドラインレポートをリン・スワンとレスリー・ヴィッセルが担当した。
日本では第23回スーパーボウルから中継をしていた日本テレビが放送権を手放し、NHK BSのみの放送となった（実況：野瀬正夫、解説：後藤完夫、ゲスト：東海辰弥）。
ハーフタイムショーではディズニーによるプロデュースで、その年ディズニーランドにオープンする予定のアトラクション、インディ・ジョーンズ・アドベンチャーのプロモートが行われた。
トニー・ベネット、パティ・ラベル、アルトゥーロ・サンドヴァル、マイアミ・サウンド・マシーン（1980年代終わりから1990年代初めにかけて、マイアミ・ドルフィンズのディフェンスは、マイアミ・パウンド・マシーンと呼ばれた）が出演し、最後には1994年に公開のディズニー映画『ライオン・キング』の楽曲、『愛を感じて』を合唱した。

## 評価
2016年2月の第50回スーパーボウル開催を目前に控えた時期、複数のメディアが過去49回のスーパーボウルすべてを名勝負順に並べたランキングを発表した。そのうちESPNのジョン・クレイトンはこの第29回を49位、つまりスーパーボウル史上最低の凡戦に選んだ。他のメディアでは、『ニューヨーク・ポスト』のスティーブ・サービーと『ヒューストン・クロニクル』のグレッグ・レイジャンと『ニューズデイ』のニール・ベストがそれぞれ第47位、『スポーツ・イラストレイテッド』のドン・バンクスと『ワシントン・ポスト』のジェレミー・ゴットリーブがそれぞれ第45位、『ニューヨーク・デイリーニューズ』のゲイリー・マイヤーズが第43位、『USAトゥデイ』のネイト・デービスが第41位、『サンディエゴ・ユニオン＝トリビューン』のエディ・ブラウンが第36位という順位をつけている。ブラウン以外はいずれも下から10番目以内と評価が低い。